# Faron Young
Faron Young (Shreveport, 25 febbraio 1932 – Nashville, 10 dicembre 1996) è stato un cantante statunitense.

## Discografia
- 1957 - Sweethearts or Strangers
- 1958 - The Object of My Affection
- 1959 - This Is Faron Young!
- 1959 - My Garden of Prayer
- 1959 - Talk About Hits!
- 1960 - Faron Young Sings the Best of Faron Young
- 1961 - Hello Walls
- 1961 - The Young Approach
- 1963 - All Time Greatest Hits
- 1963 - Aims at the West
- 1964 - Story Songs for Country Folks
- 1964 - Country Dance Favorites
- 1964 - Story Songs of Mountains and Valleys
- 1965 - Pen and Paper
- 1965 - Greatest Hits
- 1966 - Sings the Songs of Jim Reeves
- 1967 - Unmitigated Gall
- 1968 - Greatest Hits Vol. 2
- 1968 - Here's Faron Young
- 1969 - I've Got Precious Memories
- 1969 - Wine Me Up
- 1970 - The Best of Faron Young
- 1970 - Occasional Wife
- 1971 - Step Aside
- 1971 - Leavin' and Sayin' Goodbye
- 1972 - Its Four in the Morning
- 1972 - This Little Girl of Mine
- 1973 - This Time the Hurtin's on Me
- 1973 - Just What I Had in Mind
- 1974 - Some Kind of a Woman
- 1974 - A Man and His Music
- 1976 - I'd Just Be Fool Enough
- 1977 - The Best of Faron Young Vol. 2
- 1978 - That Young Feelin'
- 1979 - Chapter Two
- 1980 - Free and Easy
- 1987 - Funny How Time Slips Away (con Willie Nelson)
- 1987 - Here's to You
- 1987 - Greatest Hits 1–3
- 1988 - Country Christmas
- 1990 - Memories That Last (con Ray Price)
- 1993 - Live in Branson